# 1618 Dawn
1618 Dawn eller 1948 NF är en asteroid i huvudbältet som upptäcktes den 5 juli 1948 av den sydafrikanske astronomen E. L. Johnson i Johannesburg. Den har fått sitt namn efter ett barnbarn till upptäckaren.
Asteroiden har en diameter på ungefär 17 kilometer och den tillhör asteroidgruppen Koronis.